# 镇安府 (金朝)
镇安府，金朝设置的府，治所在今河北省霸州市信安镇。金宣宗元光元年四月，为表示对张甫的重视，同意其上疏，将信安县升为镇安府。元朝废除此府。